# Nipped
Nipped è un cortometraggio muto del 1914 diretto da George Osborne che aveva come protagonista Sessue Hayakawa, affiancato dalla moglie Tsuru Aoki. Tra gli altri interpreti, appare anche il nome di Frank Borzage che, in seguito, sarebbe diventato uno dei più importanti registi dei suoi tempi.
Si tratta di un film di spionaggio ambientato in Messico che ha come tema portante una storia d'amore inter razziale. Hayakawa vi interpreta il ruolo stereotipato di una spia, mentre Tsuru Aoki ha il ruolo della dolce ragazza giapponese che muore dopo aver informato il fidanzato americano di un complotto ordito contro il suo paese.

## Produzione
Il film fu prodotto dalla Domino Film Company.

## Distribuzione
Distribuito dalla Mutual Film, il film - un cortometraggio in due bobine - uscì nelle sale cinematografiche degli Stati Uniti il 19 novembre 1914.